# غييرمو عبيد
غييرمو عبيد (6 فبراير 1941 – 2 ديسمبر 1999) هو مبارز بالسيف أرجنتيني راحل، مثّل بلاده في الألعاب الأولمبية الصيفية 1968.

## روابط رياضية
غييرمو عبيد على موقع أوليمبيديا (الإنجليزية)